# Willige Rasphuis

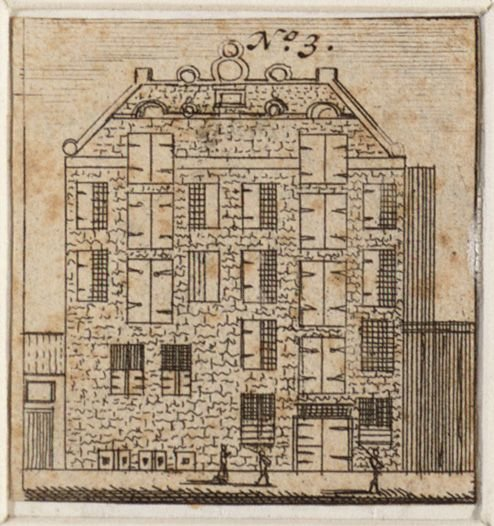
Willige Rasphuis, prent uit 1723

Het  Willige Rasphuis of Nieuwe Werkhuis was een in 1654 opgericht werkhuis aan de IJgracht, de latere Prins Hendrikkade, te Amsterdam. Het is van 1654 - 1782 in gebruik geweest als rasphuis voor niet-criminelen.
In 1654 openden de regenten van het Amsterdamse Spinhuis aan de IJgracht het zogenoemde 'Willige Rasphuis'. Het werd ondergebracht in een van de West Indische Compagnie gehuurd pakhuis. Het was bestemd als werkhuis van arme kinderen en bedelaars en landlopers. Ze werden van de straat gehaald en te werk gesteld. Personen konden er, na instemming van een rechter, ook door familieleden worden geplaatst. De Amsterdamse filosoof, arts en jurist Adriaan Koerbagh kwam er terecht vanwege zijn denkbeelden over religie.
In 1736 werd het gebouw eigendom van het gemeentebestuur. In 1765 waren er 114 mensen opgenomen, waarvan 72 bedelaars. In 1782 was het veel grotere Spin- en Nieuwe Werkhuis aan het Weesperveld (nu Nieuwe Prinsengracht) gereed en verhuisden de bewoners van het Willige Rasphuis daarheen.

## Kweekschool voor de Zeevaart
Nadat het rasphuis was afgebroken vond er in 1785 op die plek aan de gracht nieuwbouw plaats ten behoeve van de toen door het Vaderlandsche Fonds tot aanmoediging van ‘s Lands Zeedienst opgerichte Kweekschool voor de Zeevaart.